# عقاب سیاه (فیلم ۱۹۴۸)
عقاب سیاه (انگلیسی: Black Eagle) فیلمی در ژانر وسترن ساختهٔ رابرت گوردون محصول سال ۱۹۴۸ است.